# Shikizakura
Shikizakura (シキザクラ?) es una serie anime coproducida por Chukyo TV y el estudio de animación Sublimation. Shinya Sugai es el jefe de dirección de la serie, con Gō Kurosaki como director y Manabu Nakatake diseñando los personajes. La serie de 12 episodios de 30 minutos se estrenó el 10 de octubre de 2021.

## Personajes
Kakeru Miwa (三輪 翔 Miwa Kakeru?)
 Seiyū: Yūdai Noda
Ōka Myōjin (明神 逢花 Myōjin Ōka?)
 Seiyū: Miho Mashiro
Kippei Nagatsu (永津 吉平 Nagatsu Kippei?)
 Seiyū: Daisuke Nakamoto
Ryō Hattori (服部 涼 Hattori Ryō?)
 Seiyū: Shōto Mizukami
Kaede Naruse (成瀬 楓 Naruse Kaede?)
 Seiyū: Eri Sakazaki
Haruko Yamada (山田 春子 Yamada Haruko?)
 Seiyū: Natsuki Ochiai
Ibara (イバラ?)
 Seiyū: Shingo Yoneyama
Benio Myōjin (明神 紅緒 Myōjin Benio?)
 Seiyū: Miki Yakata
Issa Inuzuka (犬塚 一左?)
 Seiyū: Iwori
Ukon Kijima (雉嶋 右近?)
 Seiyū: Yūto Arai

## Contenido de la obra

### Anime
La serie fue anunciada por Chukyo TV y el estudio de CG Sublimation el 1 de octubre de 2018. Shinya Sugai es el jefe de dirección de la serie, con Gō Kurosaki como director y Manabu Nakatake diseñando los personajes. La serie se compone de 12 episodios de 30 minutos. La serie se estrenó el 10 de octubre de 2021.  Asaka interpreta el tema de apertura de la serie "BELIEVE MYSELF", mientras que May'n interpreta el tema de cierre de la serie. Sentai Filmworks obtuvo la licencia de la serie.

### Manga
Una adaptación al manga escrita e ilustrada por Hayato Aoki comenzó su serialización en la edición de febrero de 2021 de la revista Gekkan Action de Futabasha publicada el 25 de diciembre de 2020.

#### Lista de volúmenes
| Volúmenes de manga publicados | Volúmenes de manga publicados | Volúmenes de manga publicados |
| Número                        | Fecha de lanzamiento          | ISBN                          |
| ----------------------------- | ----------------------------- | ----------------------------- |
| 1                             | 9 de septiembre de 2021       | ISBN 978-4-575-85634-7        |
| 2                             | 9 de diciembre de 2021        | ISBN 978-4-575-85664-4        |
| 3                             | 12 de julio de 2022           | ISBN 978-4-575-85733-7        |